# Gosuinda
Goswintha, Gosvinta o Gosuinda (¿?-589) fue una reina consorte de los visigodos de Hispania, en primer lugar como esposa del monarca balto Atanagildo y posteriormente de Leovigildo.
La vida de Goswintha trascurrió en los años centrales del siglo VI, en plena génesis del Reino visigodo hispano. Los movimientos migratorios de los contingentes populares visigodos a la península ibérica fueron intensos en las primeras décadas de este siglo y se intensificaron por la presión merovingia a medida que avanzaba la centuria. Los territorios en la Galia pasaron de ser el centro político del Reino a convertirse en periféricos, estando los intereses políticos y económicos en el centro peninsular. Sin embargo, este espacio en el centro peninsular no estaba en absoluto consolidado, ya que al oeste estaba el Reino suevo, a lo que habría que sumar la expansión de Justiniano (527-565), que ocupó una franja de litoral importante en el sureste peninsular. Por otro lado, estaban el poder de las élites hispanorromanas, reacias a los recién llegados, y el poder de la Iglesia católica, ya que no hay que olvidar que los visigodos eran arrianos. Esta circunstancia es vital para entender la imagen que de Goswintha nos transmiten las fuentes históricas -católicas-, que nos ofrecen una imagen tópica de una mujer "viril" e intransigente desde el punto de vista religioso, fanática arriana. Sin embargo, es fácil entrever que esta es una visión tópica y que Goswintha es una mujer excepcional que vivió en una época convulsa, en la que participó de forma activa en la constitución del Reino visigodo de Toledo, bregando contra la nobleza goda e hispanorromana y los intereses de la Iglesia Católica.

## Biografía
El nacimiento de Goswintha debió producirse en algún momento de la década de los años 20 a la de los 30 del siglo VI, en torno a 525-530. Algunos autores, como José Orlandis, se decantan por una fecha más temprana -525-, mientras que Yolanda Godoy aboga por una cronología posterior -530-. En realidad, ninguna fuente se refiere a la fecha de su nacimiento, ni nos transmite noticias de su infancia y educación. Las primeras noticias que tenemos de Goswintha son las que aluden a su enlace matrimonial con Atanagildo. Conocemos este matrimonio porque Juan de Bíclaro y Gregorio de Tours afirman que, tras la muerte del monarca, Goswintha volvió a casarse con Leovigildo. Los textos históricos son sumamente escuetos y poco más podemos saber de estos datos. Godoy piensa que su primer matrimonio debió celebrarse en torno a 545, cuando Goswintha contaba con 15 años de edad; si seguimos a Orlandis, la futura reina tendría unos 20 años.
El nombre de raigambre goda, así como la referencia de Venancio Fortunato a su noble ascendencia (Venan. For. 6.5, v.62: "...nec dat origo locum"), nos permiten pensar que estamos ante una mujer ligada a una importante familia nobiliaria. En este sentido, sus dos matrimonios son un argumento más a favor de este planteamiento, y pensar que la Reina no era en absoluto un sujeto pasivo, sino que participó activamente en la política del Reino en unos años sumamente convulsos y determinantes para el mismo. La importancia de su linaje aristocrático es defendida por Godoy e, incluso, Luis A. García Moreno piensa que formaba parte del linaje de los Baltos, la gens que dirigía a los godos desde los tiempos más antiguos.
En los años de su primer matrimonio con Atanagildo, Goswintha podría haber vivido en la Bética, probablemente en la ciudad de Sevilla, desde donde Atanagildo inició su acción para hacerse con el control del Reino. Con el triunfo de Atanagildo, se trasladaría a Toledo, que acabaría siendo la capital del Reino. En la ciudad del Tajo, que habría ido adquiriendo un nuevo estatus geopolítico desde época tardoantigua, fijó su residencia la reina Goswintha. Allí, se alojaría en el espacio que ocupa el actual Alcázar, trasformando las estructuras del antiguo pretorio romano en un punto vital para el dominio de la ciudad y de las vías de comunicación. El pretorio controlaba el acceso al Puente de Alcántara y con ello las comunicaciones con la Bética y con el resto de la península. Este cambio de residencia se deduce de la lectura de Venancio Fortunato en las palabras que pone en boca de su hija Galswuinta (Venan. For. 6.5, vv. 97-98: "Sic gremio, Tolete, tuo nutribar, ut aegra / excludar portis tristis alumna tuis?").
Poco más sabemos de este período de su vida. Además, de su matrimonio con Atanagildo tuvo dos hijas y que las mismas se usaron en la geopolítica del Reino al casarlas con dos de los hijos del rey merovingio Clotario. Brunegilda (casada con Sigeberto I de Austrasia), primera reina de Francia, y Galswinta (casada con Chilperico I de Neustria), y que fue asesinada por su concubina, y después reina, Fredegunda (segunda esposa de Chilperico I).
Este episodio lo conocemos muy bien gracias a la elegía que compuso Venancio Fortunato en honor a Galswinta tras haber sido asesinada por Chilperico y Fredegunda. El poeta describe la despedida de Goswintha a su hija Galswuinta en el momento en que tuvo que abandonar la corte de Toledo para ir a Neustria a celebrar su matrimonio con el príncipe merovingio. Venancio Fortunato describe el dolor de la Reina al separarse de su hija y cómo ésta corre aterrorizada a refugiarse a los brazos de su madre ante el futuro incierto que le espera en tierras lejanas, fuera del entorno familiar, y para desposarse con un hombre al que ni siquiera conoce. Goswintha la abraza y comparten las dos juntas la desesperación por la ruptura. Las razones de Estado que justifican el enlace no logran amortiguar el dolor de la Reina. El sufrimiento conmueve a los embajadores merovingios y posponen algunos días el viaje. Goswintha acompañó a su hija durante el primer tramo del viaje, aunque eso le supusiera luego regresar a Toledo con el corazón destrozado por la separación. 
Este pasaje de Venancio Fortunato no cabe duda de que se escribió desde las simpatías que despertaba la Reina. Sin embargo, es la construcción histórica de mujer "viril", cruel y despiadada, que también se ha utilizado para presentar a Goswintha como una mujer poderosa, fría, calculadora... que antepone siempre los intereses políticos sobre los personales. Esta visión negativa se desarrolló en la historiografía católica de la época y es la que se ha seguido prácticamente por la mayoría de los autores contemporáneos hasta la fecha, incluidas las historiadoras. Sin embargo, el pasaje resulta revelador porque nos muestra una Reina humana que sufre por la "pérdida" de una hija, y además se puede intuir que Goswintha tiene un rol político activo a lo largo del reinado de Atanagildo. Probablemente se ocupara del poder en la Corte durante las ausencias del Rey en las campañas militares, y cuando éste estaba presente, no sería una más de sus consejeras, sino la más importante.
Goswintha tuvo una gran importancia dentro de la corte toledana: en una monarquía electiva como la visigoda, pero con un derecho personalista que influía en la sucesión entre reyes que eran parientes, Goswintha supuso un enlace estabilizador dentro del reino visigodo, Atanagildo, y el hermano de Liuva I, Leovigildo, que ocuparía más tarde el trono. Además, fue la instigadora del matrimonio entre su nieta Ingunda, hija de Brunegilda y Sigeberto I, con su hijastro Hermenegildo, primogénito, del primer matrimonio, de su marido Leovigildo. Consideró que su joven nieta sería una persona manejable, pero se llevó una gran sorpresa ante la determinación de Ingunda a negarse a su conversión al arrianismo (siendo franca, era católica), razón por la que fue maltratada y despreciada por su suegra y abuela. La relación entre estas dos mujeres constituyó un gran problema para sus esposos, Leovigildo y Hermenegildo, por lo que el viejo rey decidió asociar al trono a su primogénito, tras exigirle que se trasladase a Hispalis para gobernar la Bética y hacer frente a la presencia bizantina, alejándolo así de la corte toledana.
Goswintha fue apartada entonces por su marido de la influencia política en Toledo, por lo que urdió un plan para acabar con él y con Hermenegildo: incitó a este último a rebelarse contra su padre para hacerse cargo del poder. Esta lucha concluirá con el asesinato de Hermenegildo por orden de su padre y la huida de la princesa Ingunda a Roma.
Más tarde, Goswintha conspiró contra el otro hijo de su marido, Recaredo, después de que este decidiera que los visigodos debían convertirse al catolicismo, y en 589 fue asesinada, por ahorcamiento según Máximo de Zaragoza.
| Predecesora: Desconocida (Clotilde anteriormente) | Reina consorte de los visigodos (con Atanagildo) 555-567 | Sucesora: Teodosia de Cartagena |
| Predecesora: Teodosia de Cartagena                | Reina consorte de los visigodos (con Leovigildo) 572-586 | Sucesora: Baddo                 |